# Perfect Symmetry (album Keane)
Perfect Symmetry jest trzecim studyjnym albumem angielskiej grupy grającej piano-rock - Keane. Został zrealizowany 13 października 2008 w Wielkiej Brytanii. Tytuł albumu został podany publicznie 31 lipca 2008 r. Grupa całkowicie zmieniła swój wizerunek, przez co nowy album okazał się zaskoczeniem.
Muzycznie Perfect Symmetry jest wynikiem ustabilizowania piano-rockowego brzmienia zespołu, do którego dołączono również gitarę oraz dźwięk syntezatorów, do których zespół zdążył przyzwyczaić już w płycie Under the Iron Sea.

## Lista utworów
Wszystkie utwory zostały napisane przez Tima Rice-Oxleya, Toma Chaplina oraz Richarda Hughesa
1. "Spiralling" – 4:19
2. "The Lovers Are Losing" – 5:04
3. "Better Than This" – 4:04
4. "You Haven't Told Me Anything" – 3:47
5. "Perfect Symmetry" – 5:12
6. "You Don't See Me" – 4:03
7. "Again and Again" – 3:50
8. "Playing Along" – 5:35
9. "Pretend That You're Alone" – 3:47
10. "Black Burning Heart" – 5:23
11. "Love Is the End" – 5:40

Dodatkowe utwory - bonus tracks:
1. "My Shadow" – 4:47 (Dostępne na iTunes oraz w wersji japońskiej)
2. "Time to Go" – 3:50 (Dostępne na iTunes)

### Bonus DVD
1. Film dokumentalny dotyczący powstawania materiału do płyty "Perfect Symmetry"
2. Komentarz "piosenka po piosence"